# Nesobasis comosa
Nesobasis comosa là một loài chuồn chuồn kim trong họ Coenagrionidae.
Nesobasis comosa được Tillyard miêu tả khoa học năm 1924.